# توماس هاستينغز (شماس)
توماس هاستينغز (بالإنجليزية: Thomas Hastings)‏ هو شماس أمريكي، ولد في 10 أبريل 1605 في إنجلترا في المملكة المتحدة، وتوفي في 15 سبتمبر 1685 في وترتاون في الولايات المتحدة.